# 达恩·卡拉宾
达恩·卡拉宾（1955年2月18日—），斯洛伐克男子摔跤运动员。他曾代表捷克捷克斯洛伐克参加1976年和1980年夏季奥林匹克运动会摔跤比赛，其中1980年奥运会获得一枚铜牌。